# Lužice (Olomouc)
Lužice é uma comuna checa localizada na região de Olomouc, distrito de Olomouc.